# Juan Creus
Juan Creus y Manso (Guadalajara, 1 de marzo de 1828-Granada, 1 de junio de 1897) fue un médico español, pionero en varios campos de la cirugía y la traumatología. Senador por la Universidad de Granada 1879-1880, 1880-1881.

## Biografía

### Formación
Nació en Guadalajara el 1 de marzo de 1828. Provenía de una familia de obreros de la Real Fábrica de Paños de Guadalajara. Durante su infancia y primera juventud residió en Guadalajara, aunque pronto salió de esta ciudad para realizar sus múltiples estudios. Creus realizó sus primeros estudios de Metafísica, Lógica y Filosofía en el seminario de Sigüenza, revalidando sus títulos de Humanidades en la Universidad de Toledo. Obtuvo el grado de bachiller en 1846 y la licenciatura de Medicina y Cirugía, tras los estudios en el Colegio de Cirugía de San Carlos de Madrid, el año 1852. Cursó también estudios de Comercio y varios idiomas durante aquellos años de su juventud. De la larga relación de méritos científicos y profesionales, merece destacar la obtención del título de doctor en Medicina a los veinticuatro años, y poco después, en 1854, a los veintiséis de su edad, ganaba por oposición la cátedra de Patología Quirúrgica en la Universidad de Granada, al tiempo que era nombrado académico de número de la Real Academia Nacional de Medicina (1882).

### Catedrático universitario

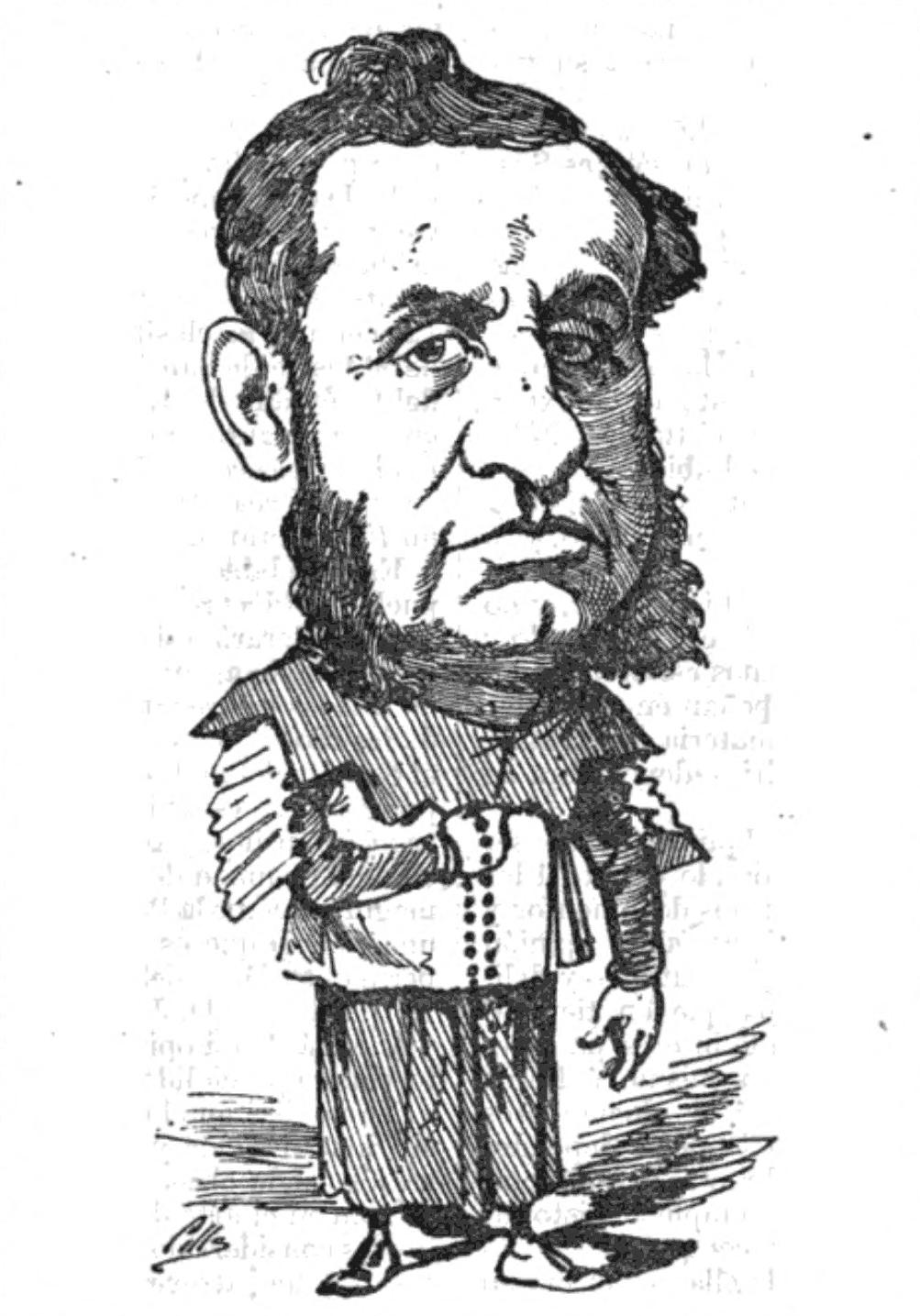
Caricaturizado por Cilla en El Dr. Sangredo (1883)

Comenzó pronto su tarea de escritor médico, apareciendo en 1861 la primera edición de su Tratado de Anatomía Medicoquirúrgica, que fue usado como libro de texto en las facultades de Medicina y alcanzó segunda edición en 1872. Muchas otras publicaciones, en libros, folletos, y revistas, fueron dando la dimensión científica de Creus, al tiempo que su habilidad y decisión quirúrgicas le convirtieron en una de las figuras más prestigiosas y solicitadas del país. En 1877, por concurso de méritos, accedió a la Cátedra de Patología Quirúrgica en la Universidad de Madrid y fue nombrado rector en 1884. Jubilado por motivos de salud en 1890, se retiró a Granada, donde murió el 1 de junio de 1897.

### Medicina
Fundamentalmente, son dos los campos en que se distinguió el doctor Creus: la cirugía ósea y los precedentes de la otorrinolaringología, ampliado a la cirugía cérvico‑facial. En el primer aspecto se distinguió en el tratamiento por exéresis de difíciles tumores óseos, y fue de los iniciadores en el uso del periostio para cerrar amputaciones. En el otro aspecto, se ocupó de los problemas de la cavidad oral: epitelioma de lengua y gomas ulcerados en la misma; en la rinofaringe, fue de los primeros en extraer los llamados pólipos nasofaríngeos; realizó traqueotomías en la difteria. 
Como cirujano cérvico‑facial realizó intervenciones muy arriesgadas y con éxito: resección de neoplasias de parótida; resección de un aneurisma de la arteria carótida interna, intervenciones labiales por epiteliomas, labios leporinos y traumatismos de cara y suelo de boca; resección de abundantes tumores en maxilares superior e inferior, etc. Todo ello, sin olvidar, por supuesto, el resto de la anatomía humana, haciendo desde cirugía ortopédica hasta intervenciones ginecológicas, pasando por la cirugía vascular, todavía muy incipiente, y tratando todas las novedades de técnicas, anestesia y antisepsia, que en la época se fueron dando.
Fue pionero en muchos campos de la actuación operatoria y fue su misión la de ir introduciendo cuantas novedades surgían en la cirugía del momento, e incluso modificar técnicas y crear algunos procedimientos originales, en una época donde destacaron médicos cirujanos como Federico Rubio y Galí, Alejandro San Martín y Satrústegui, José Ribera y Sans o Salvador Cardenal Fernández.

### Política

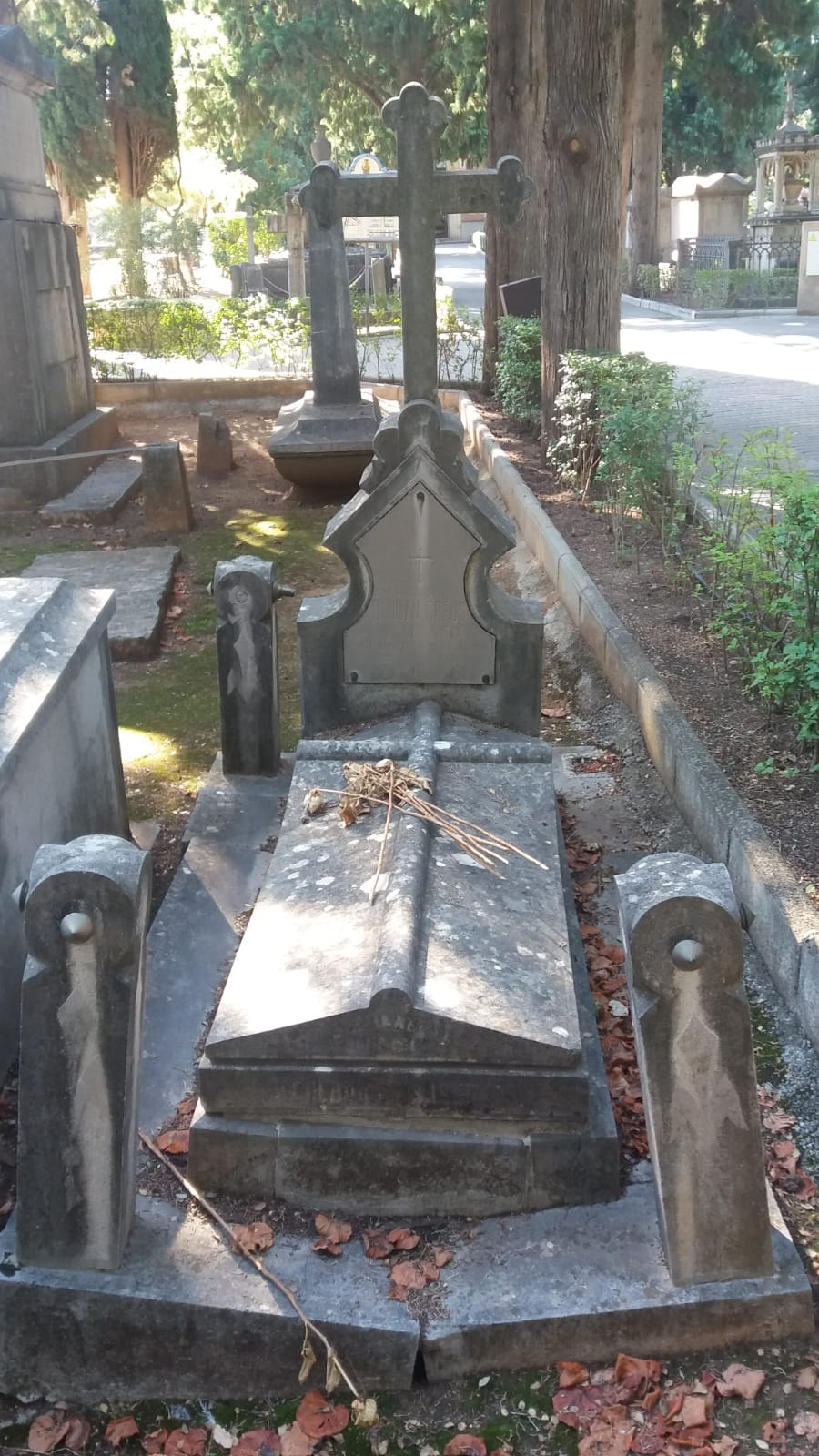
Sepultura de Juan Creus en el cementerio de San José de Granada.

En el ámbito político, Juan Creus estuvo adscrito al carlismo y durante el Sexenio Revolucionario formó parte de la Junta carlista de Granada. En 1881 se adhirió a la Unión Católica de Alejandro Pidal y presidió su sección de enseñanza.
En 1896 fue uno de los firmantes, junto con tradicionalistas y católicos de Granada como el marqués de Valdeflores, el conde de Antillón, el marqués de la Torres de Orán, Juan de Dios Vico y Bravo y José Tripaldi, entre otros, de una «Exposición a las Cortes de los católicos granadinos» en la que se exigía a los representantes de la nación que ilegalizasen la masonería y la propaganda antirreligiosa y antimonárquica como solución para acabar con el separatismo cubano y filipino, que sería presentada a las Cortes por el diputado Juan Vázquez de Mella y aplaudida por el Congreso antimasónico de Trento.

## Obra
El significado de la obra de Juan Creus y Manso, dentro del contexto de la cirugía española del siglo xix, es muy amplio. Como maestro de generaciones enteras, durante treinta y seis años se encargó de formar a jóvenes aprendices en la materia quirúrgica.
Como escritor ha dejado una amplia producción repartida en un gran espectro de temas, todos conglomerados dentro de la cirugía. Su más conocida obra es el Tratado de anatomía quirúrgica, publicado en 1861, que fue tomado como libro de texto para las facultades de medicina españolas, y reeditado en 1872. Con abundantes ilustraciones, se ocupaba de la anatomía humana fundamentalmente con aplicaciones a la cirugía.
Otra de las grandes obras que alentó fue la traducción al español, en ocho gruesos tomos, de la Enciclopedia internacional de cirugía, de John Ashurst, en 1871, que él prologó y organizó y en la que incluyó siete amplios escritos suyos, entre ellos los de enfermedades infecciosas en general, traumatología y heridas por asta de toro, por lo que, a partir de entonces, a Juan Creus se le considera el precursor de la taurotraumatología, pues nadie hasta entonces se había ocupado científicamente de estudiar este tipo de lesiones. También publicó abundantes artículos en varias revistas científicas españolas y en los anales de la Real Academia de Medicina.
Otras obras de Juan Creus fueron Tratado elemental de anatomía médico-quirúrgica (1880) y Estudios sobre las heridas de armas de fuego (1881).